# Shackles of Night
『Shackles of Night』（シャックルズ・オブ・ナイト）は、2010年8月29日にCreative Intelligence Artsからリリースされたシングル。

## 解説
タイトル曲の「Shackles of Night」は、米ボルチモアで2010年に開催されたアニメ・漫画ファンコンベンション「OTAKON 2010」のオープニングアニメーション（監督：ねこまたや、制作：Production I.G）のテーマ曲として制作された。実際のOPアニメでは、シングル収録版より短めのバージョンが使われている。
制作陣はいずれもゲーム・アニメ音楽に関わるメンバーが揃えられ、監修に由良浩明、ボーカルにしほり、作詞にサラ・オレイン、作曲に菊田裕樹が起用された。曲調は菊田いわく「僕にしては珍しい」ハードロック調の英語歌詞の歌曲となっている。
シングルには、オリジナルであるしほり歌唱バージョン、巡音ルカを使用したVOCALOIDバージョン、インストゥルメンタルバージョンが収録されている。
C/W曲には、しほり作詞・作曲のゴシックなワルツ調の歌曲「Antique Doll」が新規録音で収録されている。

## 収録曲
1. Shackles of Night (feat. Shihori) [3:08]
作詞：サラ・オレイン、作曲・編曲：菊田裕樹
2. Shackles of Night (feat. Luka Megurine) [3:08]
3. Shackles of Night Instrumental Version [3:08]
4. Antique Doll [3:12]
作詞・作曲：しほり、編曲：菅谷豊
5. Antique Doll Instrumental Version [3:12]

## 別バージョン
「OTAKON 2010」会場限定で、ボーナス・トラック（「Dark Tales of the Heavenly Island」など）を収録した限定盤が販売された。
2010年7月19日に日本で開催された同人イベント「THE VOC@LOiD M@STER 13」で、作曲者の菊田裕樹による初音ミクをボーカルに使った日本語歌詞バージョン『流星奇跡』が頒布された。